# Eviota sparsa
Eviota sparsa är en fiskart som beskrevs av Jewett och Lachner, 1983. Eviota sparsa ingår i släktet Eviota och familjen smörbultsfiskar. Inga underarter finns listade i Catalogue of Life.